# Wahlkreis Jonava
Der Wahlkreis Jonava (lit. Jonavos rajono rinkimų apygarda) ist ein Wahlkreis Nr. 10 in Litauen mit einem Sitz in der Stadt Jonava in der Rajongemeinde Jonava.  Der Wahlkreis ist in 26 Wahlbezirke unterteilt.

## Wählerzahl
- 13. Oktober 2024: 34.391 Wähler[1]
- März 2023: 35.163	Wähler[2]
- 1997: 36.346

## Wahlbezirke
1. Rimkų, 2.740 Wähler
2. Juodmenos, 3.703 Wähler
3. Kregždutės, 2.732 Wähler
4. Bibliotekos, 1.861 Wähler
5. Sodų, 1.419 Wähler
6. Senamiesčio, 1.172 Wähler
7. Saulutės, 1.692 Wähler, Kosmonautų Str.
8. Mokyklos, 1.791 Wähler
9. Ateities, 1.889 Wähler
10. Kalnų, 1.100 Wähler
11. Lakštingalų, 2.147 Wähler
12. Lietavos, 2.584 Wähler
13. Baldininkai, 1.251 Wähler, Fabriko Str. 10, Jonava
14. Rukla, 1.476 Wähler
15. Bukonys, 718 Wähler
16. Liepiai, 685 Wähler
17. Batėgala, 571 Wähler
18. Čičinai, 806 Wähler
19. Kulva, 597 Wähler
20. Juškonys, 413 Wähler
21. Kuigaliai, 504 Wähler
22. Žeimiai, 1.016 Wähler
23. Panoteriai, 550 Wähler
24. Šilai, 1.095 Wähler
25. Upninkai, 1.313 Wähler
26. Užusaliai, 1.983 Wähler
27. Šveicarija, 1.766 Wähler

## Wahlbeteiligung
- Bürgermeisterwahl in Litauen 2017:
  - 1. Wahlgang: 26,69 % (9.791 Wähler haben teilgenommen)
  - 2. Wahlgang: 19,72 % (7.233 Wähler haben teilgenommen), im Wahlbezirk Rukla nur 6,7 %
- Kommunalwahlen in Litauen 2019: 46 %
- Kommunalwahlen in Litauen 2023: 43,69 % (15.362 Wähler teilgenommen)

## Bürgermeisterwahl
Direkt ausgewählte Bürgermeister:
- 2015: Mindaugas Sinkevičius, LSDP
- 2017: Eugenijus Sabutis, LSDP
- 2019: Mindaugas Sinkevičius, LSDP
- 2023: Mindaugas Sinkevičius, LSDP

## Parlamentswahl
Ausgewählte Seimas-Mitglieder:
- 1990: Stanislovas Gediminas Ilgūnas (1936–2010), Sąjūdis
- 1992: Vincentas Pranevičius (* 1938), LDDP
- 1996: Jūratė Matekonienė (Lietuvos demokratų partija)
- 2000: Rimantas Sinkevičius (LDDP)
- 2004: Juozas Jaruševičius (Darbo partija)
- 2008, 2012, 2016: Rimantas Sinkevičius (LSDP)[3]
- 2020, 2024: Eugenijus Sabutis, LSDP